# Ofoten

Distritos de la provincia de Nordland Nota: Este mapa no corresponde con las 5 regiones tradicionales de la provincia, ya que la región de Helgeland aparece dividida en 3 distritos.

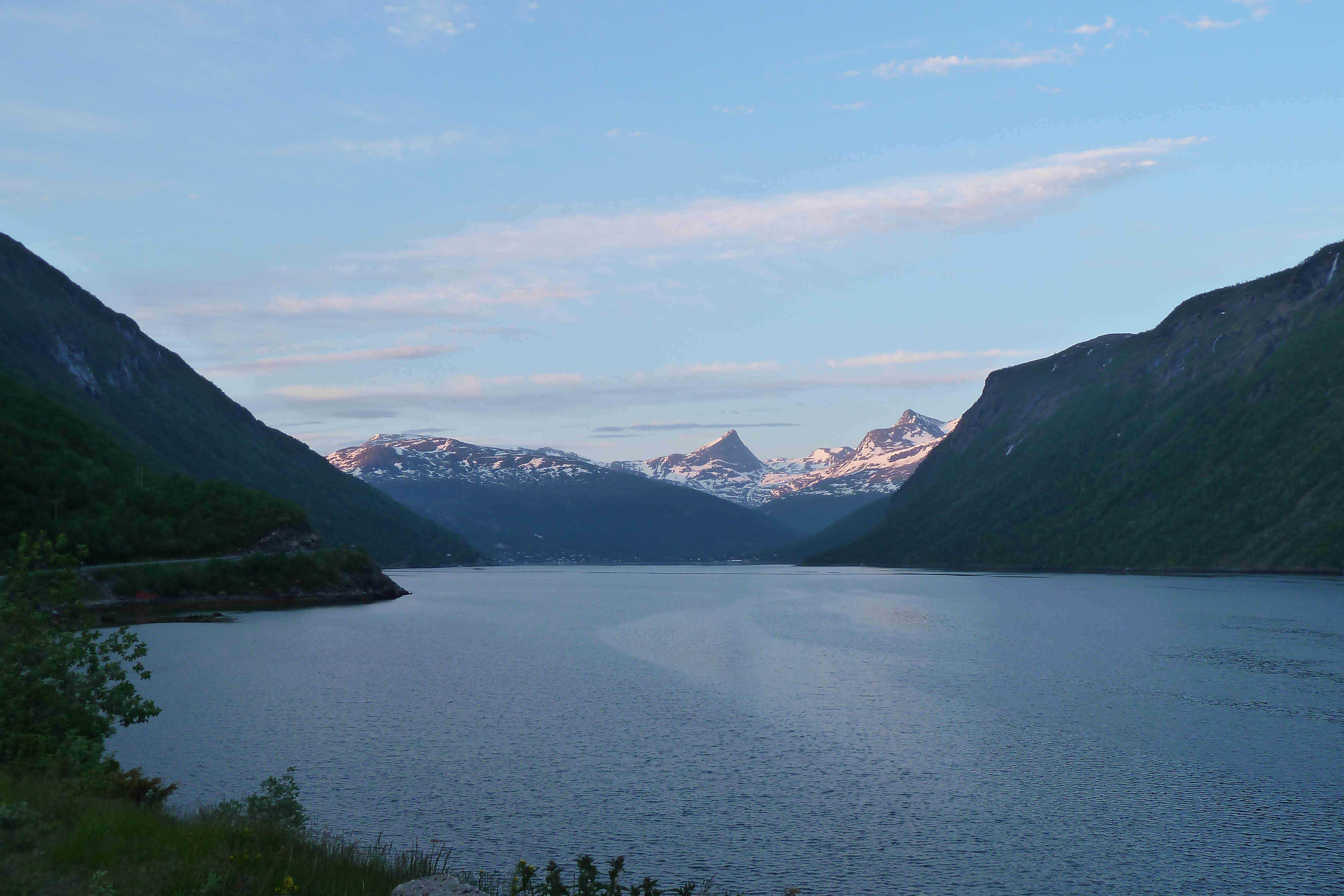
Vista del Beisfjorden

Ofoten es un distrito de la provincia de Nordland en Nord-Norge que abarca a los municipios de Tysfjord, Ballangen, Evenes, Tjeldsund, Narvik y Lødingen. Recibe su nombre del fiordo más grande de la zona, Ofotfjord, estando ubicado en el medio de Ofoten. Tiene una superficie de 6.542 km² y 30.421 habitantes, estando más de la mitad de ellos en Narvik.

## Geografía
Ofoten se caracteriza por sus fiordos rodeados de montañas que pueden superar los 1900m de altura. El 43% de la zona tiene una altura media sobre los 600m y las tierras bajas se componen básicamente en bosques. Sólo el 11% del territorio está por debajo de los 60m. Los montes más altos se concentran en el este, en el interior abundan los glaciares como el Gihtsejiegŋa y hay gran cantidad de lagos. Además del Ofotfjord, hay otros fiordos más pequeños que forman un paisaje escarpado.
Ofoten limita con los distritos de Lofoten al oeste, Salten al sur, Suecia al este y con la provincia de Troms al norte.

## Historia
El municipio de Ofoten fue fundado en 1838 y en 1884 dejó de existir al dividirse en los municipios de Ankenes y Evindnæs.

## Etimología
El distrito de Ofoten recibe su nombre del Ofotfjord (del nórdico antiguo: Ófóti). El primer elemento es desconocido, mientras que el segundo proviene de la palabra nórdica fótr que significa pie. El nombre más antiguo que se conoce es Úffóti. En este caso, úfr hace referencia al búho real, debido al parecido de las tres ramificaciones del fiordo con las garras de un búho.

## Galería

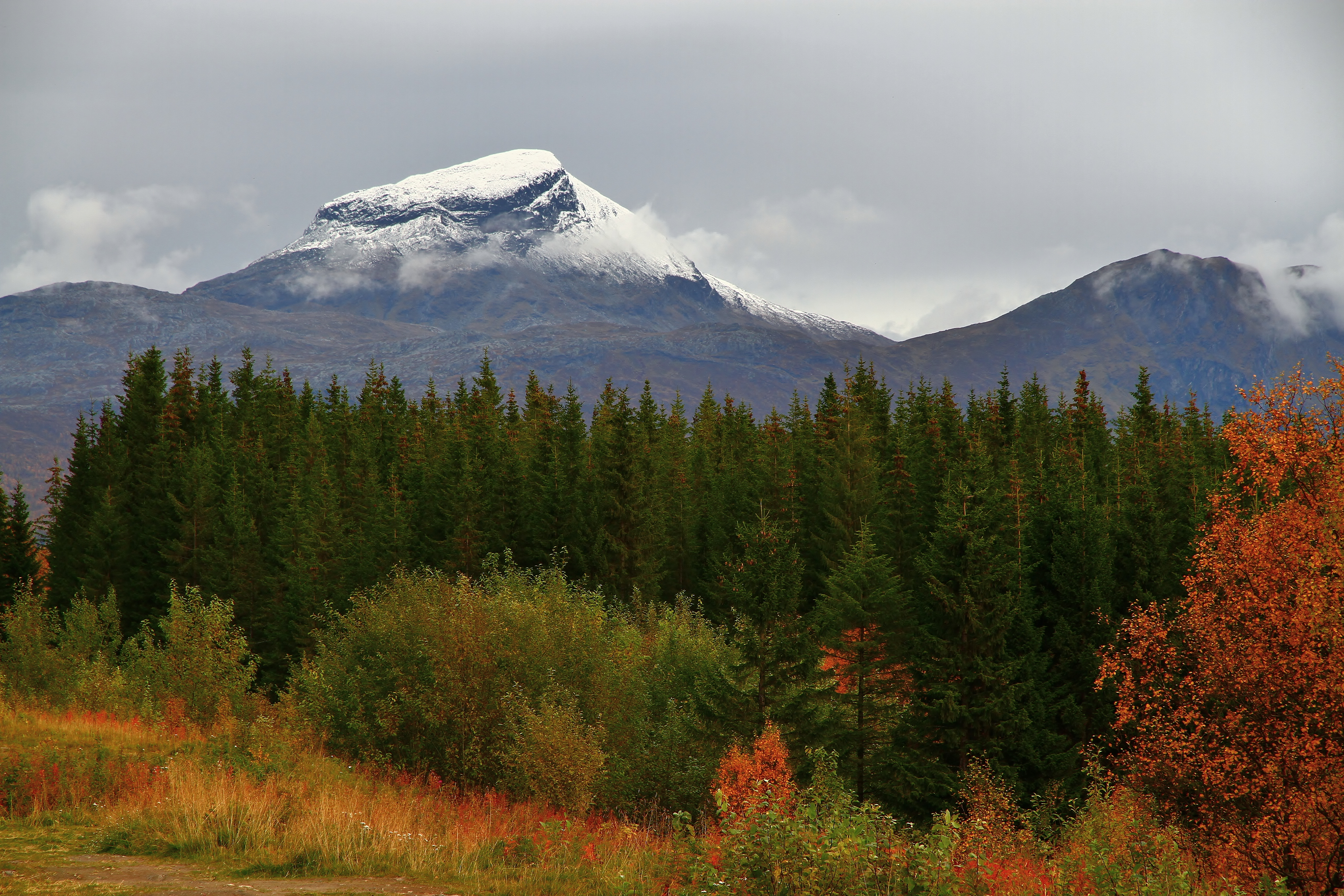
El monte Leigastind cerca de Bjerkvik, municipio de Narvik.
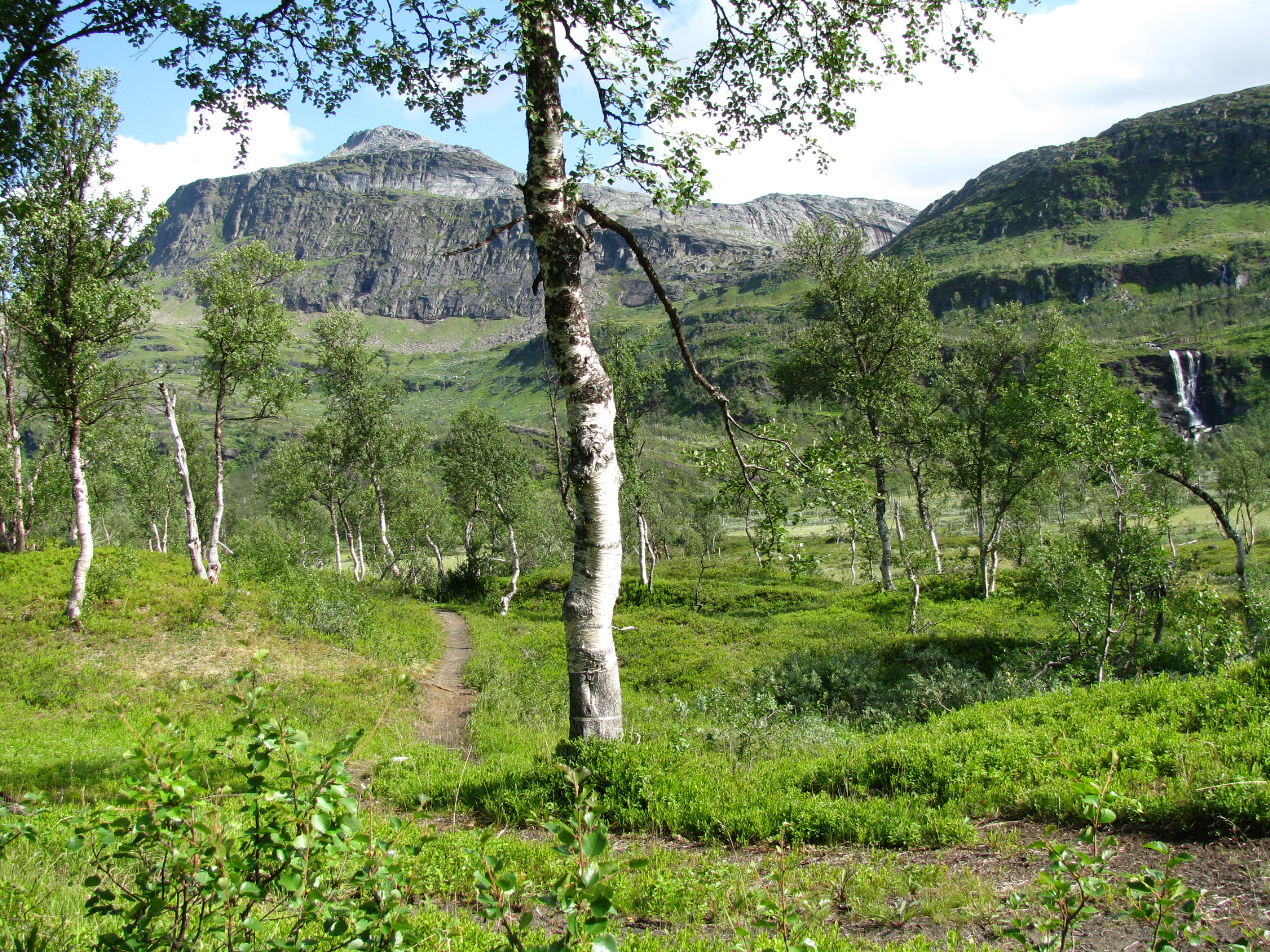
Ruta de senderismo en los bosques subalpinos a 320 msnm.
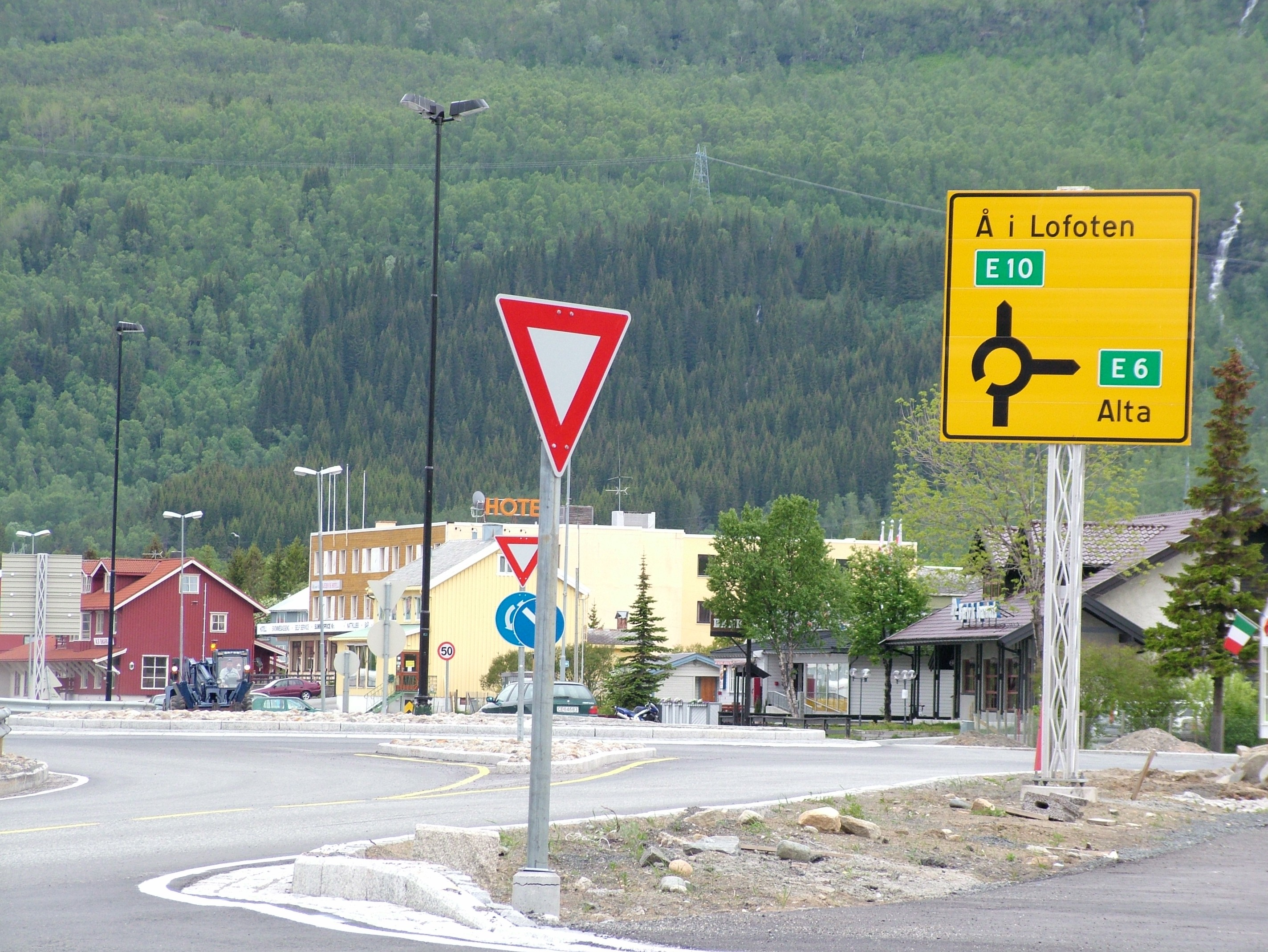
Cruce de Bjerkvik, en donde la ruta E10 conduce hacia Lofoten y la E6 hacia Troms.
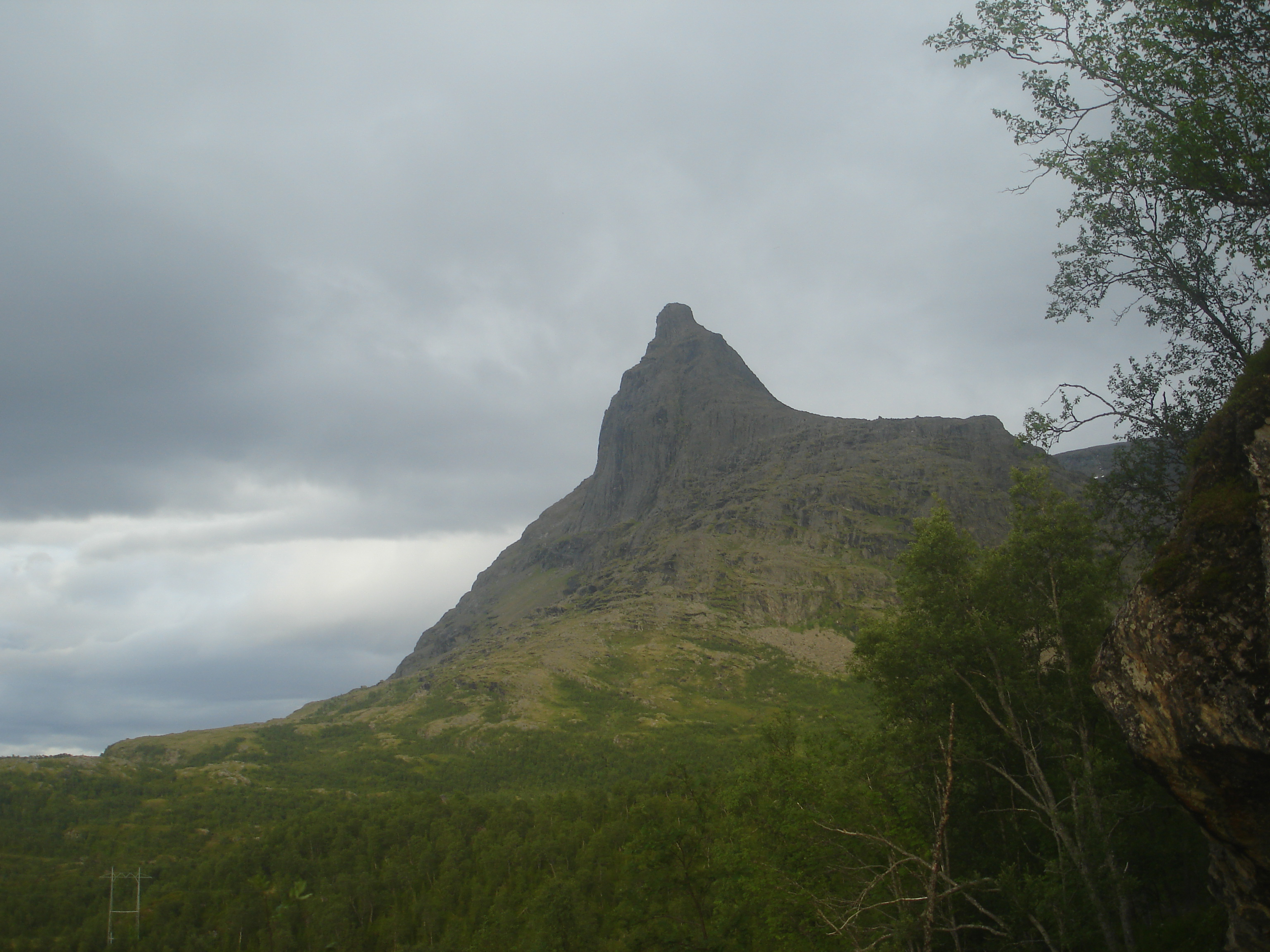
Monte Tøtta (1234 m) en las cercanías del fiordo de Rombaken fjord, Narvik.